# 卡利尼夫卡 (克拉西利夫區)
49°45′31″N 26°39′16″E / 49.75861°N 26.65444°E
卡利尼夫卡（烏克蘭語：Калинівка）是位於烏克蘭西部的村莊，由赫梅利尼茨基州裡赫梅利尼茨基區的扎斯盧奇內市鎮負責管轄。該村面積0.22平方公里，海拔高度325米，2001年人口24，人口密度每平方公里109.6人。